# Psila rufa
Psila rufa är en tvåvingeart som beskrevs av Johann Wilhelm Meigen 1826. Psila rufa ingår i släktet Psila och familjen rotflugor. Inga underarter finns listade i Catalogue of Life.